# ماریانو رودی
ماریانو رودی (انگلیسی: Mariano Rudi؛ زادهٔ ۲ ژوئن ۱۹۹۰) بازیکن فوتبال اهل ایتالیا است.
از باشگاه‌هایی که در آن بازی کرده‌است می‌توان به باشگاه فوتبال ارورا پرو پاتریا ۱۹۱۹ و باشگاه فوتبال پیزا اشاره کرد.